# Herzog von Chaulnes
Der Titel Herzog von Chaulnes wurde zugunsten von Honoré d’Albert geschaffen und mit dem Titel eines Pair von Frankreich verbunden. Der Titel bezog sich auf die Gemeinde Chaulnes in der Picardie.

## Geschichte
Die Ernennung war Bestandteil einer Reihe von Erhebungen, mit denen sich König Ludwig XIII. für den Staatsstreich von 1617 bedankte, mit dem vor allem Honorés Bruder Albert von Chaulnes ihm gegen seine Mutter Maria de’ Medici die tatsächliche Macht verschaffte:
- 24. April 1617 Ermordung Concino Concinis, Marschall von Frankreich, anschließend Verbannung Marie de’ Medicis und Ernennung Charles d’Alberts zum Ersten Minister.
- 11. September 1617 Charles d’Albert heiratet die Tochter des Herzogs von Montbazon
- August 1619: Charles wird zum Herzog von Luynes und Pair von Frankreich ernannt
- 6. Dezember 1619: Honoré wird zum Marschall von Frankreich ernannt
- 6. Januar 1620: Léon d’Albert, Bruder von Charles und Honoré, heiratet die Herzogin von Luxembourg und wird in der Folge zum Pair von Frankreich ernannt
- 14. Januar 1620: Honoré heiratet die Erbin des Hauses Ailly, die Comtesse de Chaulnes
- Januar 1621: Honoré wird zum Herzog von Chaulnes und Pair von Frankreich ernannt
- 2. April 1621: Charles wird zum Connétable von Frankreich ernannt
- 4. September 1698: Charles d’Albert stirbt.

Charles d’Albert ist bekannt durch die blutige Unterdrückung des bretonischen Volkes im Jahre 1675
Da Honorés Kinder ohne Nachkommen blieben, verfiel der Titel 1698 und wurde 1711 zugunsten von Louis Auguste d’Albert d’Ailly neu belebt. Diese Linie starb 1793 ebenfalls aus. Seit dem 19. Jahrhundert wird der Titel erneut innerhalb der Familie Albert geführt, jetzt jedoch als „titre de courtoisie“ (Höflichkeitstitel).

## Herren von Chaulnes
- Jean II. de Brimeu († 1441), Seigneur de Humbercourt, de Chaulnes et de Fonches, Bailli von Amiens, burgundischer Rat und Kämmerer (Haus Brimeu)
- Jeanne de Brimeu, dessen Tochter, Erbin von Chaulnes und Fonches; ⚭ um 1441 Antoine d’Oignies, Seigneur de Bruay, † 1478
- Gilles d’Oignies († 1508), Seigneur de Chaulnes et de Bruay;
- Philippe d’Oignies, Seigneur de Chaulnes

## Grafen von Chaulnes
- Louis d’Ongnies, dessen Sohn, 1. Comte de Chaulnes (Dezember 1563).
- François d’Ongnies († 1567), dessen Sohn, 2. Comte de Chaulnes;
- Charles d’Ongnies, dessen Bruder, 3. Comte de Chaulnes
- Sohn, 4. Comte de Chaulnes, ohne Nachkommen
- Louise d’Ongnies, Comtesse de Chaulnes, ⚭ 1594 Philibert Emmanuel d’Ailly († 1619), Vidame d’Amiens, Seigneur de Picquigny (Haus Ailly)
- Claire Charlotte Eugénie d’Ailly († 1681), Comtesse de Chaulnes, Dame de Picquigny, Vidamesse d’Amiens, ⚭ 1620, Honoré d’Albert (Haus Albert)

## Herzöge von Chaulnes
- 1621–1649: Honoré d’Albert (1581–1649), 1. Duc de Chaulnes, Pair de France
- 1649–1653: Henri-Louis d’Albert († 1653), dessen Sohn, 2. Duc de Chaulnes et Vidame d’Amiens, Pair de France
- 1653–1698: Charles d’Albert d’Ailly (1625–1698), dessen Bruder, 3. Duc de Chaulnes, Pair de France

1667 wird Charles Honoré d’Albert (1646–1712), 1690 Duc de Luynes, 1690–1692 Duc de Chevreuse, 1692 Duc de Montfort-l’Amaury, als Erbe des Herzogtums Chaulnes zugunsten seines Sohnes Louis Auguste d’Albert d’Ailly eingesetzt. 1711 wird Chaulnes erneut zur Duché-Pairie erhoben.
- 1712–1744: Louis Auguste d’Albert d’Ailly (1678–1744), dessen Sohn, 4. Duc de Chaulnes, Pair de France, 1741 Marschall von Frankreich
- 1744–1769: Michel Ferdinand d’Albert d’Ailly (1714–1769), dessen Sohn, 5. Duc de Chaulnes, 1762 Duc de Picquigny, Pair de France
- 1769–1793: Joseph-Louis d’Albert (1741–1792), dessen Sohn, 6. Duc de Chaulnes, Duc de Picquigny, Pair de France

Das Herzogtum Chaulnes fällt an den Herzog von Luynes zurück
- 1793–1839 Charles Marie Paul André d’Albert de Luynes (1783–1839), 7. Duc de Luynes, 7. Duc de Chaulnes.
- 1839–1867: Honoré Théodoric Paul Joseph d’Albert de Luynes (1802–1867), dessen Sohn, 8. Duc de Luynes, 8. Duc de Chaulnes
- Paul-Marie d’Albert (1852–1881), 9. Duc de Chaulnes, Duc de Picquigny (als Höflichkeitstitel)
- Emmanuel Théodore Bernard Marie d’Albert (1878–1908), dessen Sohn, 10. Duc de Chaulnes, Duc de Picquigny (als Höflichkeitstitel)
- Emmanuel Théodore Bernard Marie (1908–1980), dessen Sohn, 11. Duc de Chaulnes, Duc de Picquigny (als Höflichkeitstitel)
- Jacques d’Albert (* 1946), 12. Duc de Chaulnes (als Höflichkeitstitel), jüngerer Bruder des Duc de Luynes